# Mallecolobus sanus
Mallecolobus sanus là một loài nhện trong họ Orsolobidae.
Loài này thuộc chi Mallecolobus. Mallecolobus sanus được Raymond Robert Forster & Norman I. Platnick miêu tả năm 1985.